# Barış Bağcı
Barış Bağcı (* 27. Mai 1975 in Karaman) ist ein türkischer Schauspieler.

## Leben und Karriere
Bağcı wurde am 27. Mai 1975 in Karaman geboren. Er studierte an der Selçuk Üniversitesi. Danach setzte er sein Studium am İstanbul Devlet Tiyatrosu fort. Sein Debüt gab er 2005 in der Fernsehserie Gümüş. Von 2009 bis 2010 spielte er in der Serie Yaprak Dökümü mit. Unter anderem war er 2015 in Diriliş: Ertuğrul zu sehen. Zwischen 2021 und 2023 bekam er ein der Serie Alparslan: Büyük Selçuklu die Hauptrolle.

## Filmografie
Filme
- 2006: Pars: Kiraz Operasyonu
- 2009: Nefes: Vatan Sağolsun
- 2010: Kaybedenler Kulübü
- 2011: Pazarları Hiç Sevmem

Serien
- 2005: Gümüş
- 2006–2007: Kırık Kanatlar
- 2007: Yaralı Yürek
- 2009–2010: Yaprak Dökümü
- 2011–2012: Küçük Hanımefendi
- 2015: Kara Kutu
- 2015–2018: Diriliş Ertuğrul
- 2017: Cember
- 2020–2021: Masumlar Apartmanı
- 2021–2023: Alparslan: Büyük Selçuklu